# Strictly Come Dancing
Strictly Come Dancing britanska je televizijska emisija na BBC-u. Koncipirana je kao plesno natjecanje u kojem poznate osobe u paru s profesionalnim plesačima plešu društvene i latinoameričke plesove. Parovi se kroz sezonu eliminiraju na temelju bodova stručnog žirija i glasova gledatelja, a par s najvišom ocjenom na kraju sezone pobjeđuje.
Emisija se prikazuje od 15. svibnja 2004. godine na kanalu BBC One, a prvotno su ju vodili Tess Daly i Bruce Forsyth. Od 2014., Forsytha zamijenjuje Claudia Winkleman.

## Međunarodne inačice
Strictly Come Dancing iznjedrio je vlastiti globalni televizijski serijal, koji je poznat i pod nazivom Dancing with the Stars (dosl. Ples sa zvijezdama). Australija je bila prva država u kojoj je emisija dobila lokalnu adaptaciju.
Američka inačica emisije, koja se pod nazivom Dancing with the Stars prikazuje od 2005. godine na ABC-u (i kasnije na platformi Disney+), trenutno broji 33 sezone. Američka je adaptacija do 2024. godine osvojila 21 Emmy nagradu.
BBC je u travnju 2014. godine najavio prodaju licence televizijskoj mreži Planet TV u Sloveniji, čime je Slovenija postala 50. zemlja koja je adaptirala emisiju. Emisija je zbog popularnost i velike gledanosti na lokalnim televizijama stekla status »globalnog fenomena.« Serijal je 2006. i 2007. godine bio među najgledanijim televizijskim programima u svijetu; prema magazinu Television Business International, lokalne inačice su u 17 zemalja bile u top 10 najgledanijih emisija.
U nastavku je popis nekih od međunarodnih inačica emisije.
| Zemlja          | Lokalni naziv                                                            | Premijerno prikazivanje                                      |
| --------------- | ------------------------------------------------------------------------ | ------------------------------------------------------------ |
| Albanija Kosovo | Dancing with the Stars                                                   | 18. veljače 2010.                                            |
| Argentina       | Bailando por un Sueño                                                    | 17. travnja 2006.                                            |
| Australija      | Dancing with the Stars                                                   | 5. listopada 2004.                                           |
| Austrija        | Dancing Stars                                                            | 10. listopada 2005.                                          |
| Belgija         | Sterren op de DansvloerDancing with the Stars                            | 2006.2018.                                                   |
| Brazil          | Dança dos FamososDancinha dos FamososDancing BrasilDancing Brasil Júnior | 20. studenoga 2005. 2007.3. travnja 2007. 19. prosinca 2018. |
| Bugarska        | Dancing StarsVIP Dance                                                   | 2008.2009.                                                   |
| Češka           | StarDance                                                                | 6. studenoga 2006.                                           |
| Čile            | El Baile en TVN                                                          | 2006.                                                        |
| Danska          | Vild med dans                                                            | 16. travnja 2005.                                            |
| Estonija        | Tantsud tähtedega                                                        | 8. listopada 2006.                                           |
| Finska          | Tanssii tähtien kanssa                                                   | 2006.                                                        |
| Francuska       | Danse avec les stars                                                     | 12. veljače 2011.                                            |
| Hrvatska        | Ples sa zvijezdama                                                       | 2. prosinca 2006.                                            |
| Indija          | Jhalak Dikhhla Jaa                                                       | 2006.                                                        |
| Italija         | Ballando con le Stelle                                                   | 8. siječnja 2005.                                            |
| Izrael          | Rokdim Im Kokhavim                                                       | 2005.                                                        |
| Kolumbija       | Bailando por un Sueño                                                    | 2006.                                                        |
| Kostarika       | Dancing with the Stars                                                   | 2014.                                                        |
| Latvija         | Dejo ar zvaigzni!                                                        | 2007.                                                        |
| Mađarska        | Szombat esti láz                                                         | 2005.                                                        |
| Meksiko         | Bailando por un Sueño                                                    | 2006.                                                        |
| Nizozemska      | Dancing with the Stars                                                   | 2005.                                                        |
| Njemačka        | Let's Dance                                                              | 3. travnja 2006.                                             |
| Norveška        | Skal vi danse?                                                           |                                                              |
| Panama          | Dancing with the Stars                                                   | 2012.                                                        |
| Peru            | Baila con las estrellas                                                  | 2005.                                                        |
| Poljska         | Taniec z gwiazdami                                                       | 2005.                                                        |
| Portugal        | Dança Comigo                                                             | 2006.                                                        |
| Rumunjska       | Dansez pentru tine                                                       | 2006.                                                        |
| SAD             | Dancing with the Stars                                                   | 1. lipnja 2005.                                              |
| Slovačka        | Let's Dance                                                              | 8. listopada 2006.                                           |
| Slovenija       | Zvezde plešejo                                                           | 2017.                                                        |
| Srbija          | Ples sa zvezdama                                                         | 29. ožujka 2014.                                             |
| Španjolska      | ¡Mira quién baila!Bailando con las estrellas                             | 13. lipnja 2005. 2018.                                       |
| Švedska         | Let's Dance                                                              | 6. siječnja 2006.                                            |

## Vanjske poveznice
- Službena stranica na bbc.co.uk
- Strictly Come Dancing u internetskoj bazi filmova IMDb-a